# Colonne de la peste de Košice

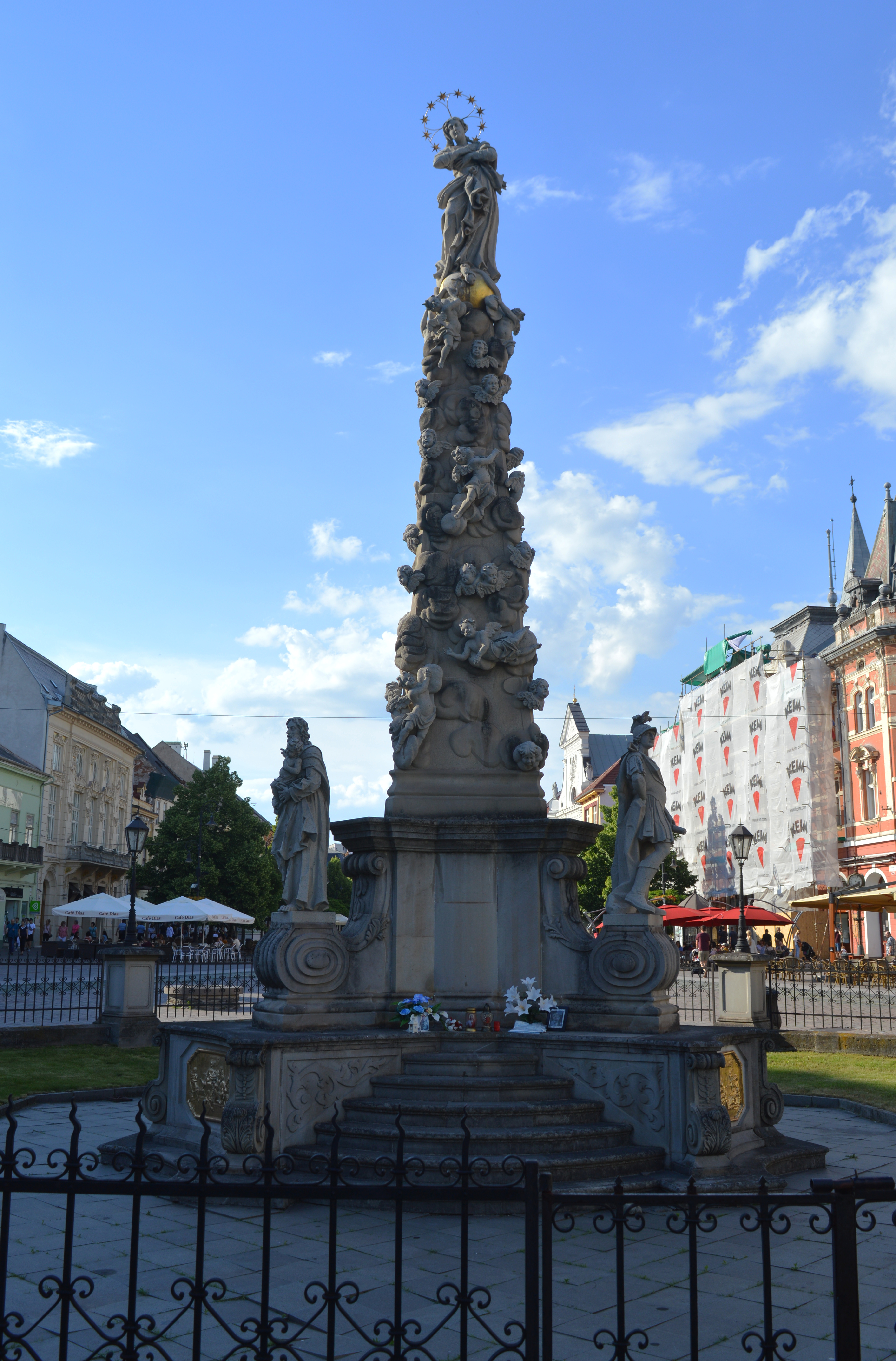
La colonne de la peste dans la rue principale de Košice, en Slovaquie

La colonne de la peste de Kosice (en slovaque : Morový stĺp) ou Immaculata est une colonne de peste baroque (colonne mariale et de la Sainte Trinité) située à Košice, en Slovaquie.

## Histoire et description
La colonne est située dans un petit square et commémore la gratitude envers Marie pour la fin de l'épidémie de peste de 1709 et 1710. Elle a été érigée à l'endroit de la potence médiévale à Fő utca (rue principale, maintenant appelée Hlavná ulica) en 1723. La légende locale veut que les reliques de Saint-Valentin soient cachées sous la structure.
Il s'agit d'une colonne de 14 mètres de hauteur reposant sur un soubassement en pierre avec des sculptures de Saint Joseph, Saint Sébastien et Saint Ladislas. Il y a une sculpture de la Vierge Marie au sommet de la colonne. Les sculptures de Saint Gabriel, Sainte Elisabeth de Hongrie, Sainte Marguerite, Saint Michel Archange et Sainte Barbe sont sur les piliers de la clôture.
La statue a été endommagée pendant la Seconde Guerre mondiale. Elle a été restaurée par le sculpteur académique Vojtech Löffler dans les années 1949-1951 et 1971-1972. La dernière restauration a eu lieu en 1996-1998.

## Voir également
- Colonne de la peste, Vienne
- Colonne de la peste, Maribor
- Colonne de la peste, Kutná Hora